# LeFlaSys/ASRAD
LeFlaSys (сокр. нем. Leichte Flugabwehr System, буквально «лёгкая система ПВО») — самоходный немецкий зенитный ракетный комплекс. Предназначен для прикрытия командных пунктов, узлов связи, авиабаз, подразделений сухопутных войск на марше и на поле боя от атак самолетов и вертолетов, выполняющих полет на малых и предельно малых высотах.

## История создания
Самоходный зенитный ракетный комплекс LeFlaSys, разработанный немецкими фирмами Atlas Electronik и «Krauss-Maffei Wegmann». ЗРК LeFlaSys размещен на шасси Wiesel 2 Ozelot, разработанном фирмой Rheinmetall. Программа производства, запущенная в 2000 году, включала серию из 50 боевых машин Ozelot, 10 командных пунктов взвода и 7 командных пунктов батареи. Первые образцы ЗРК Ozelot поступили на вооружение бундесвера в 2001 году.

## Описание конструкции
Командный пункт взвода оборудован трехкоординатной РЛС обнаружения HARD, имеет встроенную аппаратуру опознавания целей «свой-чужой» — MSR 200 XE и оптоэлектронный инфракрасный блок обнаружения ADAD. РЛС HARD с дальностью действия 20 км работает в X-диапазоне и способна сопровождать до 20 целей одновременно. HARD имеет три режима работы в зависимости от типа цели: режим MTI (сокр. англ. moving target indicator) для обнаружения и сопровождения высокоскоростных целей, режим обнаружения вертолётов и режим работы по неманеврирующим целям. ЗРК Ozelot оснащается собственным средствами обнаружения в ИК и тепловизионном диапазоне, которые представляют собой телевизионную камеру и инфракрасный обнаружитель (тепловизор). Для измерения дальности до цели, необходимой для вычисления дальности пуска ракет, система оборудована лазерным дальномером.

## Вооружение
Комплекс оборудован системой автоматического ориентирования на север Gyro MK20 BGT, системой определения местоположения GPS PLGR AN — PSN1 1 Rockwell Collins и средствами радиосвязи SEM 93 VHF. Многопроцессорная интегрированная система управления для обнаружения целей, наведения ракет, навигации и связи разработана фирмой ATM Computer на базе процессоров MC 68040 и KM1. Программное обеспечение выполнено на языке C в операционной системе реального времени pSOS+(m). В зависимости от требований заказчика комплекс поставляется в полном комплекте или частями. Он авиатранспортабелен и может доставляться в район боевых действий вертолетами типа СН-53. Дальность обнаружения до 12 км, действительная дальность стрельбы до 5 км. В качестве средства поражения в ЗРК LeFlaSys используются ракеты Stinger с инфракрасной ГСН, возможно применение и ракет типа — «Игла», Mistral. ЗРК имеет модульную конструкцию и может устанавливаться на различных бронированных машинах и полноприводных автомобилях.

## Экспортный вариант
Экспортный вариант комплекса получил обозначение ASRAD (сокр. англ. Atlas Short Range Air Defence System). Программа перевооружения сухопутных сил Греции включает принятие на вооружение 54 комплексов ASRAD на шасси HMMWV с 2003 года. Шведская фирма Saab Bofors Dynamics совместно с Atlas Electronik разработали вариант комплекса ASRAD-R, который использует ракеты Bolide, RBS 70 с лазерным наведением, а также оборудуется трёхкоординатной РЛС. С 2004 года начались первые поставки комплекса ASRAD-R на шасси Mercedes-Benz UNIMOG 5000 4×4 для вооруженных сил Финляндии.

## На вооружении
- Германия — 20 ASRAD Ozelot по состоянию на 2024 год[1].
- Греция — 54 ASRAD HMMWV по состоянию на 2024 год[2].
- Финляндия — 16 ASRAD (ITO 05) по состоянию на 2024 год[3].